# Thamnotettix creticus
Thamnotettix creticus är en insektsart som beskrevs av Dlabola 1974. Thamnotettix creticus ingår i släktet Thamnotettix och familjen dvärgstritar. Inga underarter finns listade i Catalogue of Life.